# Øresundsuniversitetet
Øresundsuniversitetet var et samlende navn for samarbejdet imellem en række universiteter i Øresundsregionen. Projektet opstod for at øge samarbejdet vedrørende uddannelse og forskning samt samarbejdet med erhvervslivet, myndigheder og andre organisationer i regionen. Øresundsuniversitetet blev oprettet i 1997. Den 31. august 2012 ophørte organisationen.
Følgende institutioner var i perioder medlemmer af Øresundsuniversitetet:
- Danmarks Biblioteksskole (DB) (fra 2010 under navnet Det Informationsvidenskabelige Akademi (IVA), der i 2013 blev en del af Københavns Universitet)
- Danmarks Farmaceutiske Højskole (DFH) (fra 2003 Danmarks Farmaceutiske Universitet (DFU), der i 2007 blev en del af Københavns Universitet)
- Danmarks Pædagogiske Universitet (DPU) (fra 2007 en del af Aarhus Universitet)
- Danmarks Tekniske Universitet (DTU)
- Handelshøjskolen i København (senere Copenhagen Business School (CBS))
- Högskolan Kristianstad (HKr)
- IT-højskolen (fra 2003 IT-Universitetet i København (ITU))
- Den Kgl. Veterinær- og Landbohøjskole (KVL) (fra 2007 en del af Københavns Universitet)
- Kunstakademiets Arkitektskole
- Københavns Universitet (KU)
- Lunds Universitet (LU)
- Malmö högskola (MAH)
- Roskilde Universitetscenter (RUC) (fra 2008 Roskilde Universitet)
- Sveriges lantbruksuniversitet/Alnarp (SLU/Alnarp)

I 2006 etablerede man det fælles interregionale og tværinstitutionelle akademi Øresund Entrepreneurship, der fungerede som en selvstændig enhed under Øresundsuniversitetet.